# Klepa
Klepa – część wsi Dłużyna w Polsce położona w województwie warmińsko-mazurskim, w powiecie elbląskim, w gminie Elbląg. Leży nad Kanałem Elbląskim.
W latach 1975–1998 miejscowość administracyjnie należała do województwa elbląskiego.